# Брик сир Аф
Брик сир Аф (фр. Bruc-sur-Aff) насеље је и општина у северозападној Француској у региону Бретања, у департману Ил и Вилен која припада префектури Редон.
По подацима из 2011. године у општини је живело 851 становника, а густина насељености је износила 40,08 становника/km². Општина се простире на површини од 21,23 km². Налази се на средњој надморској висини од 55 метара (максималној 84 m, а минималној 12 m).

## Демографија
| 1962. | 1968. | 1975. | 1982. | 1990. | 1999. | 2011. |
| ----- | ----- | ----- | ----- | ----- | ----- | ----- |
| 779   | 822   | 805   | 792   | 778   | 775   | 851   |

График промене броја становника у току последњих година